# Шиде, Кристиан Юлиус Вильгельм
Кристиан Юлиус Вильгельм Шиде (нем. Christian Julius Wilhelm Schiede, 3 февраля 1798 — 1836) — немецкий ботаник и врач.

## Биография
Кристиан Юлиус Вильгельм Шиде родился в городе Кассель 3 февраля 1798 года.
Шиде учился в Берлинском университете имени Гумбольдта и в Гёттингенском университете. В 1825 году он получил учёную степень в Гёттингене.
Кристиан Шиде умер в Мексике в декабре 1836 года.

## Научная деятельность
Кристиан Юлиус Вильгельм Шиде специализировался на семенных растениях.

## Научные работы
- Über Bastarde im Pflanzenreich. In: Flora oder Botanische Zeitung; 1824, Nr. 7, S. 97—112.
- De plantis hybridis sponte natis. Göttingen: Cassellis Cattorum, Dissertation 1825.

## Почести
В его честь был назван род растений Schiedea семейства Гвоздичные и род растений Schiedeella семейства Орхидные.